# الصقرة
الصقرة، هي قرية من فئة (ب) تقع في محافظة عفيف، والتابعة لمنطقة الرياض في السعودية. وتبعد الصقرة عن محافظة عفيف بمسافة تقارب () كم.